# Aulacidae
Aulacidae são uma família de vespas parasitoides pertencentes à ordem de insetos Hymenoptera. Costumam ser vespas escuras ou amarelas, de pequeno a médio porte ( de 3 a 17 mm ), de corpo delicado, frequentemente com as asas com detalhes coloridos. São mais comuns em florestas sendo derrubadas ou atingidas por incêndios localizados; há algumas poucas espécies distribuídas pelo mundo.
Em seus hábitos de vida, são caçadoras de vespas-da-madeira (Xiphydriidae) ou de besouros serra-paus (Cerambycidae) ou da família Buprestidae, que desenvolvem-se dentro de madeira derrubada. 
Morfologicamente, farem-se com as vespas da família Gasteruptiidae, por possuírem uma cabeça ovalada e levemente inclinada para baixo, repousada sobre um "pescoço" fino e alongado, com o corpo esbelto e apresentando o metassoma (gaster) inserido na parte alta do mesossoma, dando-lhe uma aparência de "bundinha arrebitada". Deste gaster ovalado parte, nas fêmeas, um ovipositor bastante aparente, frequentemente mais longo do que as asas do inseto. As antenas são longas, com 14 segmentos nas fêmeas, e 13 segmentos nos machos. O tórax apresenta superfície finamente esculturada; as asas apresentam duas veias transversais 2r, fechando duas células na região anal da asas anterior; já a asas posterior apresenta apenas uma veia transversal discreta, de forma que não apresenta células bem fechadas. 

## Diversidade taxonômica
Atualmente, contam com cerca de 200 espécies, distribuídas por 2 gêneros. Eram mais diversos no passado remoto, sendo frequentes no registro fóssil do período Mesozóico, contando com 3 gêneros extintos. No Brasil, estão registradas 32 espécies, dos dois gêneros. 
- Aulacus Jurine, 1807
- †Hyptiogastrites Cockerell, 1917
- Panaulix Benoit, 1984
- Pristaulacus Kieffer, 1900
- †Vectevania Cockerell, 1922